# 香港新聞自由
香港新聞自由，指香港的新聞採集、報道、出版、發行自由，受《中華人民共和國香港特別行政區基本法》保護和規範。《基本法》第二十七條規定：「香港居民享有言論、新聞、出版的自由，結社、集會、遊行、示威的自由，組織和參加工會、罷工的權利和自由。」
2020年，《港區國安法》實施后，多家新聞媒體被逼停運停刊，部分記者和傳媒高層也被以違反國安法拘捕，香港新聞自由以及媒體的獨立自主性備受挑戰。

## 無國界記者「新聞自由指數」
| 年份 | 香港排名 | 參考  |
| ---- | -------- | ----- |
| 2002 | 18       |       |
| 2007 | 61       |       |
| 2012 | 54       |       |
| 2018 | 70       | [ 6 ] |
| 2019 | 73       | [ 7 ] |
| 2020 | 80       |       |
| 2021 | 80       |       |
| 2022 | 148      |       |
| 2023 | 140      |       |
| 2024 | 135      |       |

2018年4月，無國界記者發表該年度「新聞自由指數」，香港在180個國家或地區排名中名列70名，遠遠高於排在第176位（倒數第5）的中國大陸，但低於台灣的第42位。報告認為這年度香港排名提升的原因包括記者遭暴力對待的事件幾乎絕跡、多家網上媒體冒起而且爭取多年獲港府認可，以及網媒有組織抵抗北京的干預
2019年無國界記者「新聞自由指數」裏，香港在180個國家或地區排名中名列73名。報告形容香港主流傳媒「早已迅速遵守北京的命令」，其中香港外國記者會副主席馬凱因舉辦「北京不喜歡的活動」而被拒續發工作簽證及《逃犯條例》修訂都受關注，亦對媒體工作造成很大威脅。
2021年，香港記者協會在5月3日世界新聞自由日公布的「新聞自由指數」，創自2013年有記錄以來最低分數，只有32.1分。
2022年，无国界记者组织發表報告，顯示香港新聞自由指數從80名下降至148名，跌68名，成為跌幅最大的地區。
2023年，無國界記者組織公布2023年世界新聞自由指數，在180個國家或地區中，香港排名由去年史上新低的148位，微升8名至第140位，但整體評分仍屬不合格，只有44.86分，被歸類為第四級、「狀況艱難」等級。
2024年5月3日，無國界記者組織公布該年世界新聞自由指數，於180個國家或地區中，香港排名135位，雖較去年上升5位，但評分減少1.8分至43.06分，仍處不合格水平，被評為「狀況艱難（Difficult）」級別，排在津巴布韋、喀麥隆及烏干達等非洲國家後面。

## 歷史事件

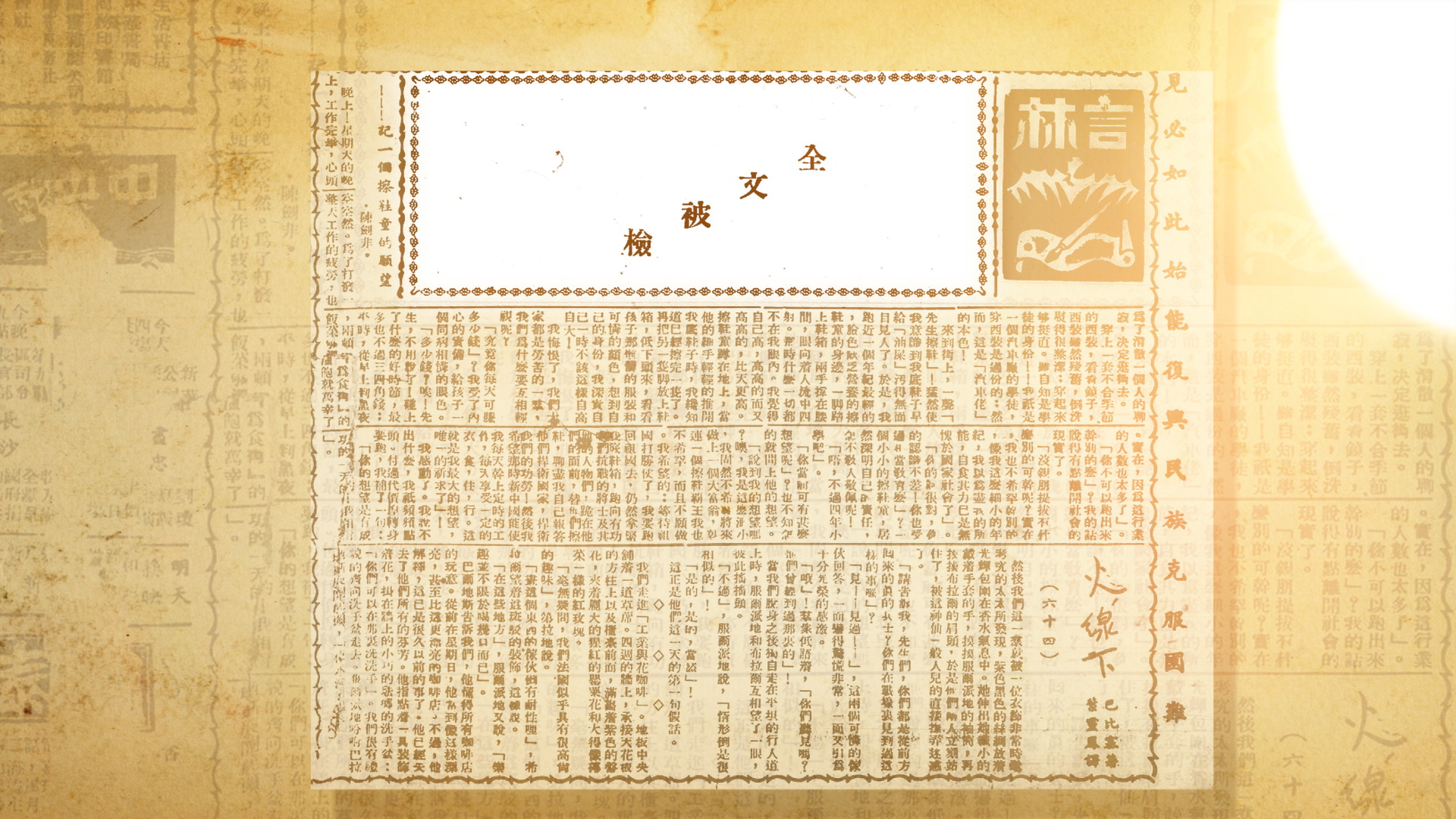
1937年的新聞檢查例子

1858年，署理輔政司布烈治以誹謗罪控告《華友西報》東主德倫（W. Jarrant），開創了香港政府控告媒體的先例。
1907年，香港政府禁止中文報刊刊登煽動反清新聞。
1925年，因應省港大罷工，香港政府成立新聞檢查處，審查中文報紙內容。
1929年至1930年，共產黨報《香港小日報》被兩度查封，最後停刊。
1937年中國抗日戰爭爆發後，香港政府禁止報刊刊登反日新聞，「日寇」、「汪逆」、「敵軍」、「漢奸」等被視為敏感字。
二戰後，香港放寬新聞管制。
1967年，因六七暴动，商台播音員林彬被燒死。《香港夜報》及《新午報》社長胡棣周、《田豐日報》社長潘懷偉被捕。《香港夜報》、《田豐日報》和《新午報》等報館被查封。
1989年10月3日，警方人員持搜查令高調進入無綫電視及亞洲電視新聞部，要求索取涉及四五行動成員示威衝突的新聞片。經審視後警方決定不徵作呈堂證據，並交還相關錄影帶。兩台新聞部強烈譴責此做法，批評會造成極壞先例。
2004年，香港廉政公署搜查《東方日報》、《蘋果日報》、《太陽報》、《星島日報》、《南華早報》、《信報》及《大公報》7大報館，引起社會關注。其後法官夏正民為保障新聞自由，撤銷廉政公署的搜查令。
2012年，香港大學民意研究計劃的民意調查結果顯示，59%受訪者認香港新聞自由被濫用。
2014年，《明報》總編輯劉進圖被撤換，其後被刀手襲擊。商業電台時事節目主持人李慧玲被解僱。

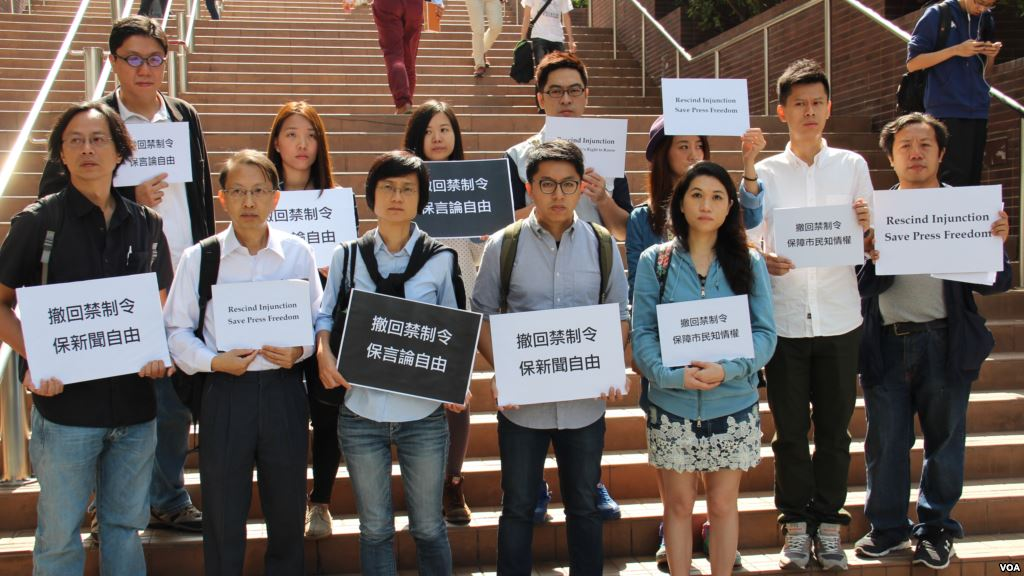
香港七大傳媒團體抗議港大禁制令損害新聞自由

2015年香港大學副校長任命事件中，香港大學申請禁制令，阻止商台公開港大校委會會議內容，引起香港記者協會、香港攝影記者協會、香港電台節目製作人員工會、壹傳媒工會、明報職工協會、獨立評論人協會及大專新聞教育工作者聯席抗議。
2016年3月，香港記者協會發表的2015年「香港新聞自由指數」的評分都比2014年及2013年下跌。
2018年發生了香港外國記者會副主席馬凱工作簽證到期而不獲續期事件，記協調查顯示分別有69%和97%公眾和傳媒人認為做法對新聞自由有損害。同年度，市民對香港新聞自由評分只有45分，是自2013年以來新低，他們普遍認為傳媒在批評內地和香港政府時有所顧忌，其次是中央政府和傳媒老闆向員工施壓。
2020年8月10日，香港警務處國家安全處以涉嫌違反《港區國安法》的「勾結外國勢力」的罪名拘捕壹傳媒創辦人黎智英，次子黎耀恩以及部份壹傳媒高層。到上午10時，近200名藍帽警員及探員到達將軍澳蘋果日報大樓進行搜查，《蘋果日報》總編輯羅偉光向警方要求出示搜查令，但警員未有理會。警員在大樓外拉起封鎖線。而蘋果行政部通知員工，因辦公室出現突發狀況，呼籲員工暫不要上班。。當地本土派政黨天水連線則在其臉書專頁轉載《蘋果日報》的報道，批評該逮捕行動為白色恐怖。
2020年9月22日，香港警察公共關係科去信香港記者協會、香港新聞行政人員協會、香港新聞工作者聯會和香港攝影記者協會四個新聞工作者協會，指將修改《警察通例》中對「傳媒代表」的定義，不再承認香港記者協會和攝影記者協會的會員證，改為僅限已登記政府新聞處的傳媒機構，和國際認可、知名的傳媒機構發出的認可證明文件，亦表示將來網媒和學生記者可能被認定爲「非法採訪」。警察公共關係科總警司郭嘉銓信中指，這是「尊重新聞自由」，又指「有自稱記者的人混入人群，涉嫌妨礙警方工作，增加執法難度」，希望協助「正常採訪」的記者工作。其後，包括香港記者協會、香港攝影記者協會、明報職工協會等多間傳媒工會發表聯合聲明，聲明指「傳媒代表」定義相關指引實施了多年，批評警方在未作任何諮詢的情況下，單方面作出重大修訂，等同實施官方發牌制度，嚴重影響新聞自由及採訪自由。新聞行政人員協會則要求確保記者採訪不會受到無理及不必要限制。另外，亦有20多個網媒發表聲明，認為這是落後愚昧的舉動。
2021年6月17日，港警國安處拘捕5名《苹果日报》董事，包括壹傳媒集團行政總裁張劍虹、營運總裁周達權、《蘋果日報》總編輯羅偉光、副社長陳沛敏及執行總編輯張志偉。他們涉嫌違反《香港國安法》第29條 「串謀勾結外國或境外勢力危害國家安全罪」，警方亦曾到被捕人的住所進行搜查。國安處高級警司李桂華表示，保安局已依據《國安法》凍結蘋果日報、蘋果印刷及AD INTERNET COMPANY 3間公司資產，合共1,800萬港元。同日，有消息指政府引用凍結令，要求匯豐銀行和恒生銀行等七間銀行，不可處理該三間公司在銀行帳戶內財產，包括轉帳和協助融資等。同時要求《蘋果日報》指定時間內移除涉嫌呼籲外國制裁中國及香港特區文章。此後蘋果日報被迫停刊。
2021年12月29日清晨6點，港警國安處採取行動拘捕立場新聞六名高層或前高層，包括前總編輯鍾沛權、前董事吳靄儀、何韻詩、周達智、方敏生及署理總編輯林紹桐，指六人涉嫌違反刑事罪行條例第9及10條「串謀發布煽動刊物罪」。另外，副採訪主任陳朗昇則被帶走協助調查。
2022年2月7日，22個媒體自由聯盟的成員國，包括澳洲、奧地利、加拿大、捷克、丹麦、爱沙尼亚、芬兰、德国、冰岛、爱尔兰、意大利、日本、拉脫維亞、立陶宛、卢森堡、荷兰、紐西蘭、斯洛伐克、斯洛文尼亚、瑞士、英国和美国發表聯合聲明，深切關注當局侵害香港新闻自由，批評以《國安法》針對並打壓獨立媒體，侵蝕《基本法》所保障的權利和自由。聲明指，自2020年實施《港區國安法》，當局針對香港獨立媒體，前《立場新聞》的高層人員被捕，及《眾新聞》隨後基於員工安全的擔憂而自行宣布停運。聲明認為，這些舉動是侵蝕了《基本法》所規定和保障的權利和自由，破壞了中國根據《中英聯合聲明》承擔的義務。這也導致香港獨立媒體幾乎完全消失。聲明表示，這些持續的行動通過壓制人權、言論自由以及意見和信息的自由流動和交流，進一步削弱了人們對香港國際聲譽的信心。一個穩定繁榮、人權和基本自由得到保障的香港應該符合每個人的利益。聲明敦促當局應按照《基本法》和《中英聯合聲明》規定的中國義務，尊重香港的新闻自由和言論自由。 聲明引起中國外交部駐港公署強烈不滿，回應「任何以『新闻自由』之名行干預施壓之實的圖謀都是不自量力，註定失敗」。 香港特區政府亦於9日抨擊該聲明失實，稱《基本法》與《國安法》皆有條文保障言論與新聞自由，《立場新聞》高層被捕純粹因其違法，與其職業、背景與政治立場無關，又稱新聞處新聞發布系統註冊之香港、大陸及國外傳媒機構共209家，數目多於《國安法》實施前。港府對扭曲《國安法》之該聲明深表遺憾。
2022年2月10日，在全球100個國家擁有60萬名會員的國際記者聯盟發布報告表示，自從2020年《國安法》實施，香港的新聞自由迅速崩塌。國際記者聯盟呼籲世界各國對希望離開香港尋求庇護，以繼續其新聞工作的記者提供支持。這份報告題為「熄燈：香港新聞自由是否走到盡頭？」。前言寫道，北京和其揀選的香港領導人將一座曾經開放的城市變成恐懼之城，自由討論被扼殺，新聞工作者及機構被迫自我審查，任何挑戰官方敘述的人都會受到《國安法》的打壓，「換句話說，他們正將香港變成另一個中國大陸的城市」。報告記述了《國安法》實施後，《蘋果日報》、《立場新聞》等多間媒體記者被捕，香港電台被「整治」成為政府喉舌，外國記者被拒簽證，消息人士不敢接受訪問，以及港府計劃制定「假新聞法」等。報告又指，即使是親北京的香港媒體如《明報》也遭受攻擊，因為《明報》刊登質疑《國安法》的作者的專欄文章，中聯辦旗下的《大公报》指責《明報》試圖吸引《蘋果日報》的讀者群。報告也講述消息人士被迫噤聲，因初選案還押的前立法會議員毛孟靜保釋申請被拒，控方的理由之一是毛孟靜經常接受外媒訪問。報告指，毛孟靜保釋被拒產生了寒蟬效應，有長期消息來源的人士要求外媒記者刪除其聯繫方式。報告還提到外媒紛紛撤出香港，2020年7月《國安法》實施後，《纽约时报》將大批員工轉移到南韓首爾，網媒《端传媒》也在2021年8月宣布將總部遷往新加坡。報告指，香港記者必須避免踩到「國安紅線」，但「紅線」模糊不清，一旦被認為踩到「紅線」將面臨被捕、不准保釋、有罪假定以及定罪後漫長的刑期。在報告最後，國際記者聯盟表示嚴重憂慮香港自由媒體的崩塌以及香港記者的安全，並呼籲國際媒體及傳媒組織為香港媒體發聲，反對香港和中共政權打壓新聞自由和言論自由。報告也預計部份香港記者會選擇移民海外繼續工作，呼籲各國支援他們，向他們發出簽證及提供庇護。
2022年10月中共二十大召开前夕，北京四通桥地区发生了一起反对时任中共中央总书记习近平实施“清零政策”的抗议事件，但香港主流媒体对此事大多不予报道，少有的《香港01》报道此事，但在发出报道后随即撤下。仅有英文网媒香港自由新闻在事发一天后，以“反习示威后中国审查网上言论，香港媒体噤声”为题报导，令外界震惊。有媒体认为此次事件反映香港新闻审查进一步加剧。